# Veronika Sadek
Veronika Sadek (* 21. Juni 2003 in Ljubljana) ist eine slowenische Leichtathletin, die sich auf den Mittelstreckenlauf spezialisiert hat.

## Sportliche Laufbahn
Erste internationale Erfahrungen sammelte Veronika Sadek beim Europäischen Olympischen Jugendfestival 2019 in Baku, bei dem sie im 2000-Meter-Hindernislauf in 7:02,07 min Rang 13 belegte. 2021 belegte sie bei den Balkan-Hallenmeisterschaften in Istanbul in 2:12,34 min den neunten Platz im 800-Meter-Lauf und gewann mit der slowenischen 4-mal-400-Meter-Staffel in 3:41,50 min die Bronzemedaille und stellte damit einen neuen Landesrekord auf. Anschließend schied sie bei den U20-Europameisterschaften in Tallinn im Halbfinale über 800 m aus, ehe sie bei den U20-Weltmeisterschaften in Nairobi in 2:04,96 min den vierten Platz belegte. Zudem wurde sie dort in 3:49,36 min Achte mit der slowenischen 4-mal-400-Meter-Staffel. Bei den Crosslauf-Europameisterschaften in Dublin im Dezember landete sie nach 15:41 min auf Rang 93 im U20-Rennen. Im Jahr darauf siegte sie in 2:09,10 min über 800 m bei den U20-Balkan-Hallenmeisterschaften in Belgrad und gewann mit der Staffel in 3:44,49 min ebenfalls die Goldmedaille. Kurz darauf siegte sie mit 3:37,84 min mit der Staffel bei den Balkan-Hallenmeisterschaften in Istanbul und verpasste dann bei den Hallenweltmeisterschaften in Belgrad mit 3:37,08 min den Finaleinzug. Im August belegte sie bei den U20-Weltmeisterschaften in Cali in 2:02,78 min den fünften Platz über 800 Meter und verpasste mit der Staffel mit 3:41,08 min den Finaleinzug. Anschließend startete sie über 800 Meter bei den Europameisterschaften in München und kam dort mit 2:04,57 min nicht über den Vorlauf hinaus. Im Dezember gelangte sie bei den Crosslauf-Europameisterschaften in Turin nach 14:02 min auf Rang 29.
2023 startete sie über 800 Meter bei den Halleneuropameisterschaften in Istanbul und schied dort mit 2:05,32 min im Vorlauf aus. Im Juni belegte sie bei der 2. Liga der Team-Europameisterschaft, die im Zuge der Europaspiele in Chorzów stattfand, in 4:14,59 min den siebten Platz über 1500 Meter und anschließend gelangte sie bei den U23-Europameisterschaften in Espoo mit 2:05,11 min auf Rang sieben über 800 Meter. Kurz darauf wurde sie bei den Balkan-Meisterschaften in Kraljevo in 2:04,91 min Achte. Im Oktober lief sie bei den Straßenlauf-Weltmeisterschaften in Riga nach 4:47,00 min auf dem 21. Platz über die Meile ein und im Dezember gelangte sie bei den Crosslauf-Europameisterschaften in Brüssel mit 21:04 min auf den zehnten Platz in der Mixed-Staffel. Im Jahr darauf gewann sie bei den Balkan-Hallenmeisterschaften in Istanbul in 2:03,40 min die Bronzemedaille über 800 Meter hinter der Kroatin Nina Vuković und Caroline Bredlinger aus Österreich. Ende Mai belegte sie bei den Freiluft-Balkan-Meisterschaften in Izmir in 2:03,42 min den achten Platz über 800 Meter. 2025 wurde sie bei der 2. Liga der Team-Europameisterschaft in Maribor in 4:20,71 min Fünfte über 1500 Meter und anschließend schied sie bei den U23-Europameisterschaften in Bergen mit 2:03,69 min in der Vorrunde über 800 Meter aus. Kurz darauf schied sie bei den World University Games in Bochum mit 2:04,60 min im Halbfinale aus.
2020 wurde Sadek slowenische Hallenmeisterin im 1500-Meter-Lauf und 2024 über 800 Meter sowie 2023 und 2024 in der 4-mal-400-Meter-Staffel. 2021 siegte sie in der 4-mal-400-Meter-Staffel im Freien sowie 2024 über 800 Meter.

## Persönliche Bestleistungen
- 400 Meter: 54,58 s, 24. Juni 2022 in Velenje
  - 400 Meter (Halle): 54,64 s, 29. Januar 2022 in Novo Mesto
- 600 Meter: 1:28,66 min, 15. Mai 2022 in Maribor (slowenischer U20-Rekord)
  - 600 Meter (Halle): 1:29,44 min, 3. Februar 2024 in Zagreb
- 800 Meter: 2:01,52 min, 29. Juni 2022 in Lüttich (slowenischer U20-Rekord)
  - 800 Meter (Halle): 2:03,40 min, 10. Februar 2024 in Istanbul
- 1000 Meter: 2:40,41 min, 9. Juni 2022 in Ljubljana (slowenischer U20-Rekord)
- 1500 Meter: 4:14,59 min, 22. Juni 2023 in Chorzów
  - 1500 Meter (Halle): 4:21,57 min, 27. Januar 2024 in Padua
- Meile: 5:05,24 min, 16. Juli 2020 in Ljubljana